# 吉安·西门
吉安·西门（義大利語：Gian Simmen，1977年2月19日—），瑞士男子单板滑雪运动员。他曾代表瑞士参加1998年、2002年和2006年冬季奥林匹克运动会单板滑雪比赛，获得一枚金牌。